# سامسونج جالكسي آر
سامسونج جالاكسي R (بالإنجليزية: Samsung Galaxy R)‏ هو هاتف ذكي من إلكترونيات سامسونج يعمل بنظام أندرويد، تم طرحه في الأسواق في 10 أغسطس 2011.

## الخصائص
- نظام التشغيل: أندرويد
- الكاميرا الأمامية: 1.3 ميجابكسل
- الكاميرا الخلفية: 5 ميجابكسل
- الشاشة: إل سي دي
- الوزن: 135 غ (4.8 أونصة)
- المعالج: 1 جيجا هرتز ثنائي النواة
- الذاكرة: 1 جيجابايت رام
- التخزين: 8 جيجابايت ذاكرة وميضية